# Streblocera villosa
Streblocera villosa är en stekelart som beskrevs av Papp 1985. Streblocera villosa ingår i släktet Streblocera och familjen bracksteklar. Inga underarter finns listade i Catalogue of Life.